# Pedro Raimundo
Pedro Raymundo (Imaruí, 29 de junho de 1906 — Rio de Janeiro, 9 de julho de 1973) foi um acordeonista, compositor e cantor regionalista brasileiro.

## Biografia
Em evidência nas décadas de 1940 e 1950, principalmente com a música Adeus, Mariana. Iniciou-se com música gauchesca e, transladando-se para o Rio de Janeiro, ficou conhecido como o gaúcho alegre do rádio. Por sempre se apresentar "pilchado" (ou seja, com a roupagem característica de gaúcho), acabou inspirando Luiz Gonzaga a se apresentar com a roupagem característica dos vaqueiros.

## Obra musical
- Adeus, Mariana - xote, 1943
- Adeus, moçada - polca - 1944
- Chico da roda - chorinho -1947
- Escadaria - choro - 1944
- Gaúcho largado - toada - 1944
- Mágoas de amor - tango - 1945
- Meu coração te fala, valsa -1945
- Na casa do Zé Bedeu - polquinha, 1947
- Oriental - baião, 1954
- Prece, tango - 1950
- Sanfoninha, velha amiga - polca, 1961
- Saudade de Laguna, valsa, 1943
- Se Deus quiser - xote, 1943
- Tá tudo errado (c/Jeová Rodrigues Portela.) - polca, 1948
- Tico-tico no terreiro, choro, 1943.[3]

## Discografia[4]
- O Canto e o Acordeon de Pedro Raymundo - Odeon, 1956 (LP)
- Saudade de Laguna - Chantecler, 1960 (LP)
- O Rio Grande Canta Na Voz de Pedro Raymundo - Copacabana, 1966 (LP)
- Pedro Raymundo em Sepetiba - Discolar, data desconhecida (LP)
- Adeus Mariana - Chantecler, 1968; Discolar, 1970; Phonodisc, 1977 (LP)
- Warner Arquivos: Adeus Mariana - Chantecler/Warner Music, 2001 (CD)
- Saudade de Laguna - Revivendo, 2004 (CD)

## Cinema
- Uma Luz na Estrada, de Alberto Pieralise, em 1948.
- Natureza Gaúcha de Rafael Mancini, em 1958.
- Nobreza Gaúcha de Rafael Mancini, em 1958. (não comercial)[5]